# Fabrizio Sceberras Testaferrata
Fabrizio Sceberras Testaferrata, italijanski rimskokatoliški duhovnik, škof in kardinal, * 1. april 1757, Valesta, † 3. avgust 1843.

## Življenjepis
Leta 1802 je prejel duhovniško posvečenje.
20. septembra 1802 je bil imenovan za naslovnega nadškofa Berytusa in 21. decembra istega leta je prejel škofovsko posvečenje.
20. septembra 1803 je bil imenovan za apostolskega nuncija v Švici.
Leta 1815 je bil imenova za tajnika škofov v Rimski kuriji.
8. marca 1816 je bil izvoljen za kardinala in pectore.
6. aprila 1818 je bil razglašen za kardinala-duhovnika pri S. Pudenziana in za škofa Senigallie.